# Auditorio Alfredo Kraus (Gran Canaria)
El Auditorio Alfredo Kraus es un auditorio de España situado en Las Palmas de Gran Canaria (isla de Gran Canaria, Islas Canarias) constituyendo uno de los edificios más singulares de la capital grancanaria. Creado por Óscar Tusquets, se construyó entre 1993 y 1997 con la idea de erigir un faro que protegiera la playa de Las Canteras.
En su sala principal, tras la orquesta, se abre un enorme ventanal que posibilita la vista del Atlántico mientras se asiste a un concierto.
En el auditorio Alfredo Kraus se celebra anualmente el Festival Internacional de Cine de Las Palmas de Gran Canaria y el Festival de Música de Canarias, entre otros festivales, promoviendo además certámenes, exposiciones, congresos, convenciones y contactos de todo tipo. Es la sede de la Orquesta Filarmónica de Gran Canaria.
En el conjunto del auditorio se halla el Palacio de Congresos de Canarias.

## Sala sinfónica
La sala sinfónica tiene una capacidad para acomodar a 1656 personas. Con unas dimensiones de 1650 m², su forma hexagonal posibilita una extraordinaria acústica.
Además hay un gran ventanal de más de 100 m², a través del cual se contempla el océano Atlántico.
Como escenario habitual del Festival de Música de Canarias, esta sala ha acogido a orquestas como la Orquesta Filarmónica de Viena, la Orquesta Real del Concertgebouw de Ámsterdam, y a orquestas estadounidenses como las de Boston, Filadelfia o Nueva York. De igual prestigio son los directores y solistas que con ellas han compartido escenario: Carlos Kleiber, Lorin Maazel, Zubin Mehta, Alfred Brendel o Anne Sofie von Otter.
Entre otros conciertos a disfrutar en esta sala se incluyen los de temporada de la Orquesta Filarmónica de Gran Canaria, los de la Sociedad Filarmónica de Las Palmas y los programados dentro del Festival Internacional de Guitarra.
El Festival de Jazz y el Festival Internacional de Cine, organizado por el Ayuntamiento de Las Palmas de Gran Canaria, son culturales celebrados anualmente en esta sala.

## Sala de cámara
Es la pieza central del nivel -2. Es el escenario que acoge el Ciclo de Jóvenes Intérpretes y el Ciclo Confidencias, ambos de carácter mensual.
La Fundación Auditorio de Las Palmas de Gran Canaria creó para esta sala el Ciclo Confidencias, cuya novedad radica en que los conciertos que lo componen combinan música y diálogo, pues los artistas invitados tanto nacionales como internacionales, además de cantar, comentan sus canciones.
También en esta sala se lleva a cabo el Ciclo Jóvenes Intérpretes Canarios, interesante apuesta por los intérpretes canarios, por cuya programación han pasado los más prometedores valores de nuestras islas. Más de una veintena de estrenos mundiales avalan este ciclo.

## Palacio de congresos
El Palacio de Congresos de Canarias cuenta con una infraestructura de distribución de señal para voz, datos y vídeo que recoge todas las salas del edificio, utilizando para ello cables de categoría 5 y fibra óptica Multimodo ACPO, permitiendo pasar tecnología de transmisión en red de 10 Mbits a 100 o 155 Mbits. 
El Palacio de Congresos de Canarias dispone de un sistema de traducción simultáneo por emisión de infrarrojos, fijo, en la Sala Sinfónica y otra en la Sala de Cámara, capaz para cuatro idiomas y ampliable a doce. En estas salas se encuentran instaladas unas cámaras móviles equipadas con posicionador y óptica zum de forma que junto a monitores situados en cada una de las cabinas, permitan al intérprete percibir y enfocar al ponente o cualquier otro elemento (pantalla de proyección) que le sea útil para realizar una buena traducción. Para el resto de las salas, se disponen de equipos móviles capaces para dos o más idiomas, en función de la capacidad de cada sala para albergar las cabinas de los traductores.
El equipamiento técnico del edificio incluye un sistema de monitorización informativa basándose en monitores distribuidos en puntos definidos, de forma que a través de ellos pueda enviarse cualquier mensaje o imagen desde el control central.
El sistema de información se complementa con una pantalla electrónica con 2 líneas de 42 caracteres cada una, ubicada en la sala sinfónica, capaz de emitir caracteres y gráficos.
Como elementos del sistema de proyección, tanto la sala de cámara como la sala sinfónica disponen de una pantalla de proyección, la primera con una medida de 6 × 5 m y la segunda de 13 × 10 m, con la peculiaridad esta última que está diseñada para poder realizar proyección de películas de cine.

## Galería de imágenes

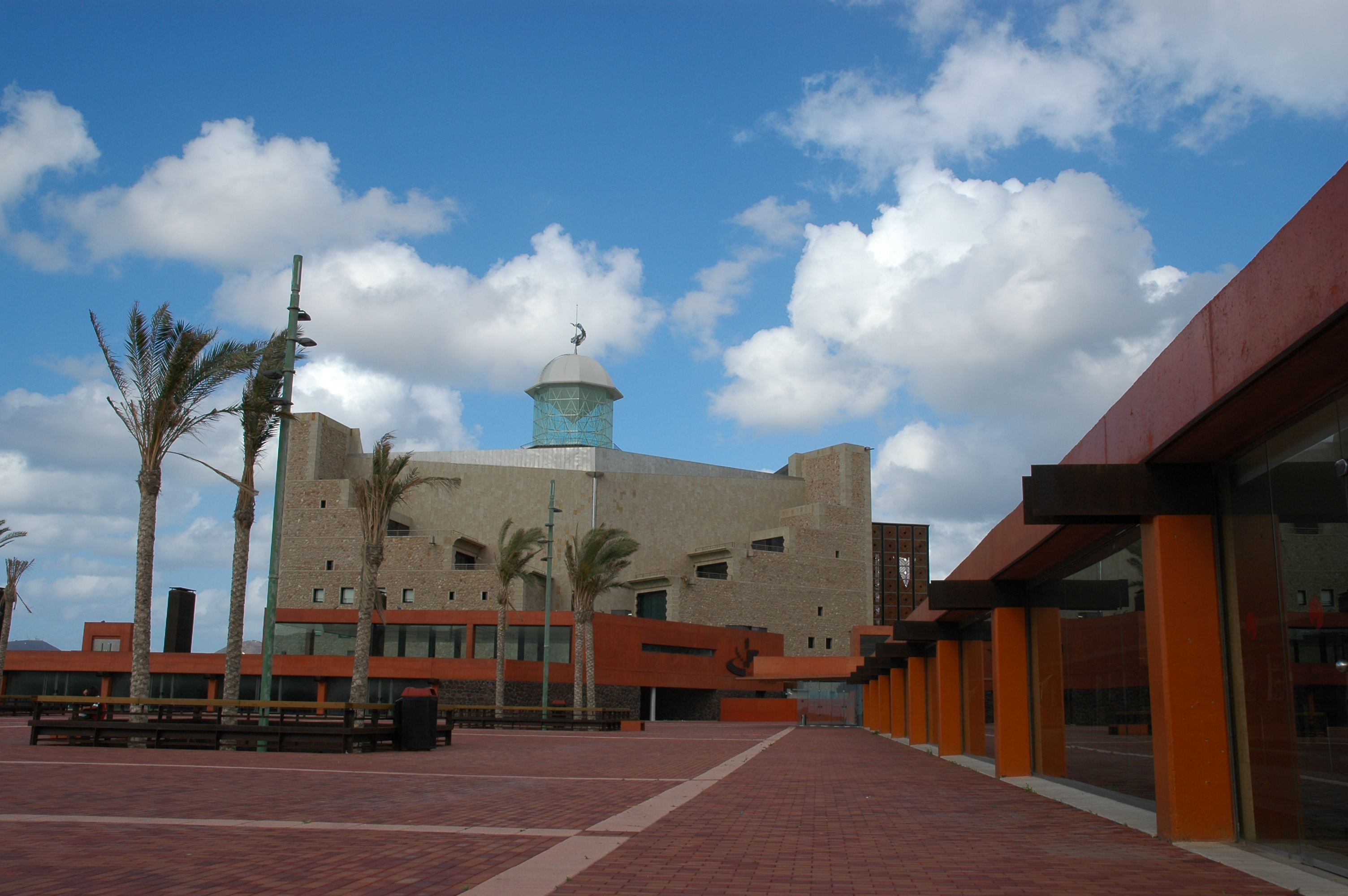
Auditorio Alfredo Kraus y Plaza de la Música. Las Palmas de Gran Canaria, Islas Canarias, España.
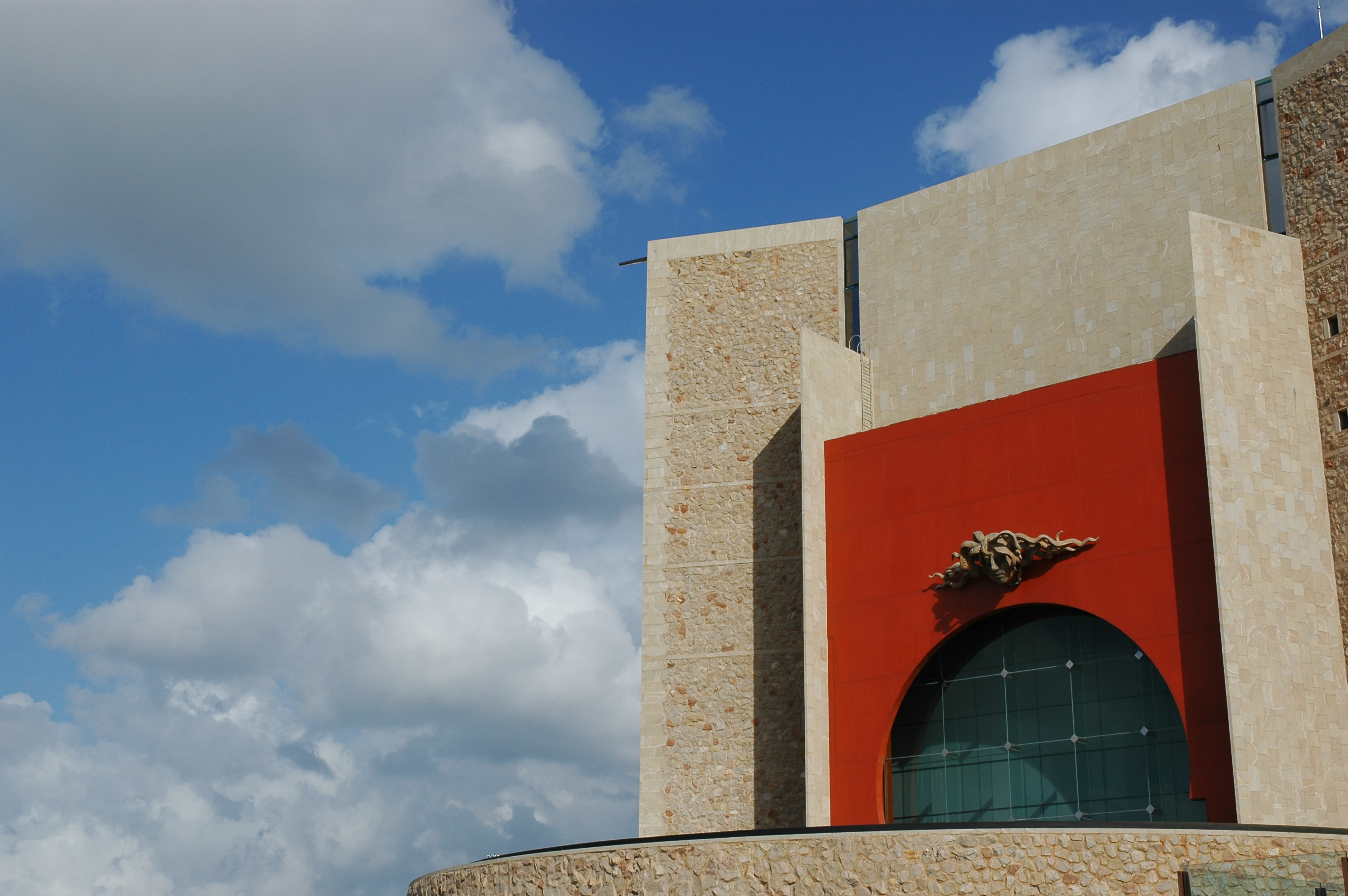
Detalle en la trasera del Auditorio Alfredo Kraus de Las Palmas de Gran Canaria. Medusa alegórica y ventanal de fondo del escenario. Las Palmas de Gran Canaria, Islas Canarias, España.
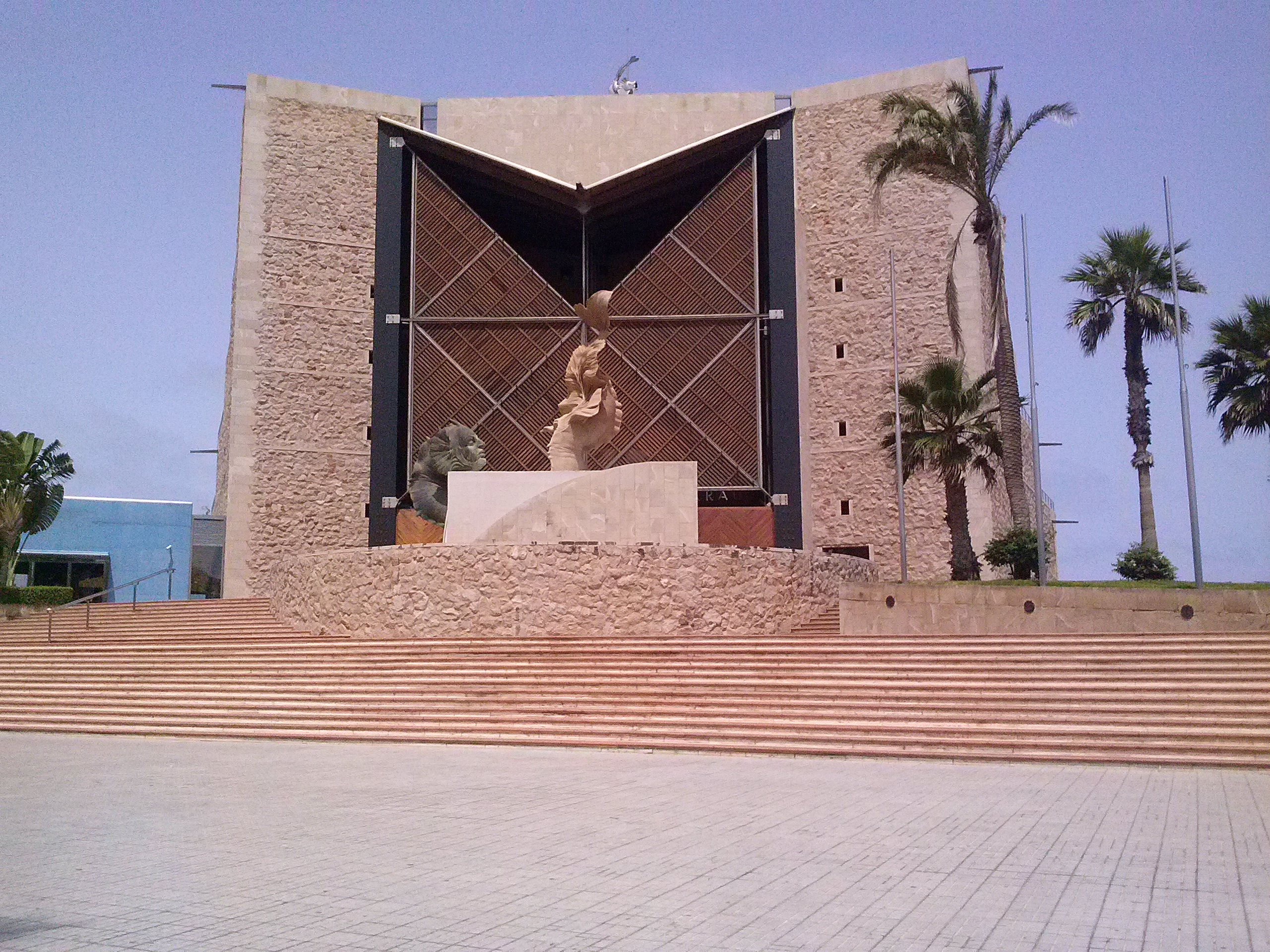
Entrada principal al Auditorio Alfredo Kraus. Las Palmas de Gran Canaria, Islas Canarias, España.